# Old Henry
Pour plus de détails, voir Fiche technique et Distribution.
Old Henry est un western américain  écrit et réalisé par Potsy Ponciroli et sorti en 2021. Il met en vedette Tim Blake Nelson, Scott Haze, Gavin Lewis, Trace Adkins et Stephen Dorff. Le film a fait sa première mondiale au Festival du film de Venise le 7 septembre 2021 et est sorti en salles aux États-Unis par Shout! Factory (en) le 1er octobre.

## Synopsis
Henry et son fils sont deux fermiers qui accueillent avec méfiance un homme mystérieux et blessé, détenteur d'une sacoche remplie d'argent. Lorsque trois hommes viennent chercher cet argent, Henry ne sait plus à qui faire confiance. L'homme qu'il a accueilli est-il vraiment le shérif qu'il prétend être ?

## Distribution
- Tim Blake Nelson : Henry, Billy The Kid dans sa jeunesse
- Scott Haze (VF : Marc Arnaud) : Shérif Curry
- Gavin Lewis (VF : Arthur Raynal) : Wyatt, fils d'Henry
- Trace Adkins : Oncle Al
- Stephen Dorff : Ketchum
- Richard Speight Jr. : Duggan
- Max Arciniega : Stillwell
- Brad Carter (VF : Gilduin Tissier) : Branigan

 Source et légende : version française (VF) sur RS Doublage